# Каркар (острів)
Каркар (англ. Karkar Island) — вулканічний острів овальної форми, розташований в Новогвінейському морі (море Бісмарка), приблизно за 30 кілометрів від північного узбережжя материкової частини Папуа Нової Гвінеї, від якої її відділяє Ісумрудська протока, в провінції Маданг.

## Географія
Острів близько 25 км в довжину та 19 км в ширину. Розташований в Новогвінейському морі, приблизно за 65 км на північ від міста Маданг. У центрі знаходиться діючий вулкан Кунугуї (Улуман), висотою 1839 метрів над рівнем моря, з двома вкладеними (концентричними), одна в одну, кальдерами. Зовнішня діаметром приблизно 5,5 км, сформована під час одного або декількох вивержень, останнє з яких відбулося близько 9000 років тому, а внутрішня, діаметром 3,2 км, утворилася між 500 та 1200 роками нашої ери. Вулканічні конуси є на північних і південних схилах.
Земля покрита вулканічною андезитовою лавою. Грунти дуже родючі і використовується для вирощування продовольчих та товарних культур. На острові вирощують бетелеву пальму (Арека Катеху), гірчичні рослини, лайм, кокосову пальму та какао. Велика частина острова вкрита тропічним лісом. Острів також відомий своїм видом з гори на місто Маданг.

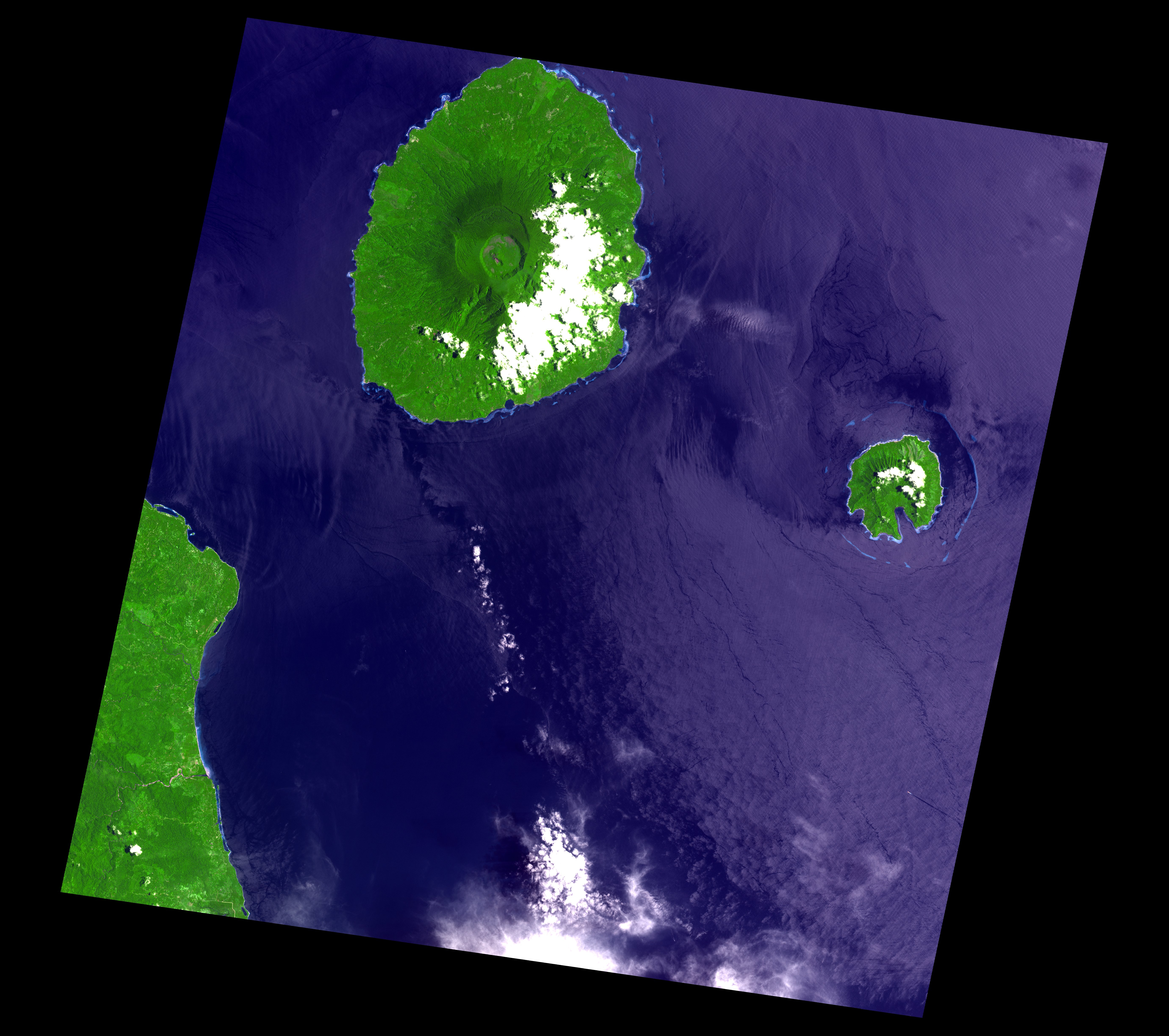
Острів Каркар з космосу.

Населення острова приблизно становить 65 000-70 000 осіб, в основному лютеранського та католицького віросповідання і говорить двома мовами васкія та такія. Більшість людей також розмовляють офіційною ток-пісін, а в школах викладають англійську мову. Сусідні острови — Багабаг та Манам .
По всій довжині острова проходить одна дорога. Каркарська середня школа — єдина середня школа на цьому острові. Існує одна лікарня, лікарня Гобіна, формально відома як Меморіальна лікарня Едвіна і Табіти Чарк, яка знаходиться у віданні Лютеранської служби охорони здоров'я, і в ній працюють кілька німецьких лікарів. До лікарні входить навчальний центр для медичних працівників громади.
Основними видами експорту з острова є какао та кокосові горіхи, які можуть рости в одному ґрунті через значні перепади висот. Великі плантації, як правило, сімейні.

## Виверження
Останнє виверження на цьому острові відбулося 26-27 березня 2014 року. Виверження 1974—1975 років дало великий об'єм лави, який покрив майже 70 % дна внутрішньої кальдери, тоді як в 1979 році не було потоків лави взагалі але при вивержені загинуло двоє вулканологів — Робін Кук та Еліас Равіан. Два вибухових виверження вулкана відбулися 1 лютого 2012 та 29 січня 26 лютого 2013 року, з індексом вулканічної вибуховості щонайменше 3 (VEI-3). А найсильніші останні виверження, як вважають вулканологи, відбулися в VI та VIII століттях (VEI-4).

## Історія
Перше зафіксоване спостереження європейцями острова Каркар було здійснено іспанським мореплавцем Іньїго Óртісом де Ретесом 10 серпня 1545 року, коли він на борту караки «Сан-Хуан» намагався повернутися з Тідоре до Нової Іспанії в Америці.
Пізніше його відвідали Віллем Схаутен та Якоб Лемер і назвали його «Високим островом». У 1643 році Абель Тасман пройшов повз острів. В цьому ж році відбулося доволі сильне виверження. Вільям Дампір відвідав острів, ймовірно, у 1699 році.
Під час Другої світової війни острів окупувала імператорська Японія. 2 червня 1944 року австралійський 37-й / 52-й батальйон, що висадився на острові виявив, що японці покинули острів. 6 червня 1944 року в затоках Біу та Кавіло на острові висадились австралійські війська 5-ї дивізії.
Чудовий опис історії острова Каркар, починаючи з 1920-х років, подається в автобіографії сера Джона Міддлтона Кт, OBE, «Моє життя на острові Каркар», Папуа Нова Гвінея.

## Клімат
Острів Каркар має клімат тропічних лісів (Af) з сильними та дуже сильними опадами протягом всього року.
| Клімат Острів Каркар (село Кінім) | Клімат Острів Каркар (село Кінім) | Клімат Острів Каркар (село Кінім) | Клімат Острів Каркар (село Кінім) | Клімат Острів Каркар (село Кінім) | Клімат Острів Каркар (село Кінім) | Клімат Острів Каркар (село Кінім) | Клімат Острів Каркар (село Кінім) | Клімат Острів Каркар (село Кінім) | Клімат Острів Каркар (село Кінім) | Клімат Острів Каркар (село Кінім) | Клімат Острів Каркар (село Кінім) | Клімат Острів Каркар (село Кінім) | Клімат Острів Каркар (село Кінім) |
| Показник                          | Січ.                              | Лют.                              | Бер.                              | Квіт.                             | Трав.                             | Черв.                             | Лип.                              | Серп.                             | Вер.                              | Жовт.                             | Лист.                             | Груд.                             |                                   |
| Середній максимум, °C             | 30,2                              | 30,1                              | 30,0                              | 30,2                              | 30,5                              | 30,1                              | 30,0                              | 30,1                              | 30,7                              | 30,6                              | 30,5                              | 30,2                              |                                   |
| Середня температура, °C           | 26,6                              | 26,4                              | 26,4                              | 26,6                              | 26,8                              | 26,4                              | 26,2                              | 26,2                              | 26,8                              | 26,8                              | 26,8                              | 26,6                              |                                   |
| Середній мінімум, °C              | 23,0                              | 22,8                              | 22,9                              | 23,0                              | 23,1                              | 22,7                              | 22,5                              | 22,4                              | 22,9                              | 23,0                              | 23,1                              | 23,0                              |                                   |
| Норма опадів, мм                  | 334                               | 330                               | 433                               | 387                               | 387                               | 280                               | 253                               | 200                               | 217                               | 360                               | 321                               | 359                               |                                   |
| --------------------------------- | --------------------------------- | --------------------------------- | --------------------------------- | --------------------------------- | --------------------------------- | --------------------------------- | --------------------------------- | --------------------------------- | --------------------------------- | --------------------------------- | --------------------------------- | --------------------------------- | --------------------------------- |
| Джерело: Climate-Data.org         |                                   |                                   |                                   |                                   |                                   |                                   |                                   |                                   |                                   |                                   |                                   |                                   |                                   |